# فينيقيا الأولى
فينيقيا الأولى أو فينيقيا الساحلية (باللاتينيّة: Phoenice Prima أو Phoenice Paralia) هي إحدى المقاطعات الست عشرة التي كانت تشكّل الأبرشيّة المشرقيّة التابعة للإمبراطوريّة البيزنطيّة ابتداءً من عام 400 تقريبًا بعد أن انقسمت مقاطعة سوريا فينيقيا إلى مقاطعتين: فينيقيا الأولى (فينيقيا الساحليّة) وفينيقيا اللبنانيّة. قام الساسانيون بالاستيلاء عليها لفترة وجيزة، إلاّ أن البيزنطيين استعادوها في عام 628 لفترة وجيزة أيضًا بسبب الفتح الإسلامي للشام في ثلاثينيّات القرن السابع، حيث أصبحت أراضي فينيقيا تتوزع على ثلاثة أجناد: جند دمشق، جند الأردن، وجند حمص.

## المدن
كانت صور هي العاصمة لهذه المقاطعة. وقد امتدت أراضيها على طول الساحل اللبناني الحالي لتشمل مدن بيروت وطرابلس وصيدا، بالإضافة إلى قيسارية بانياس وعكا.

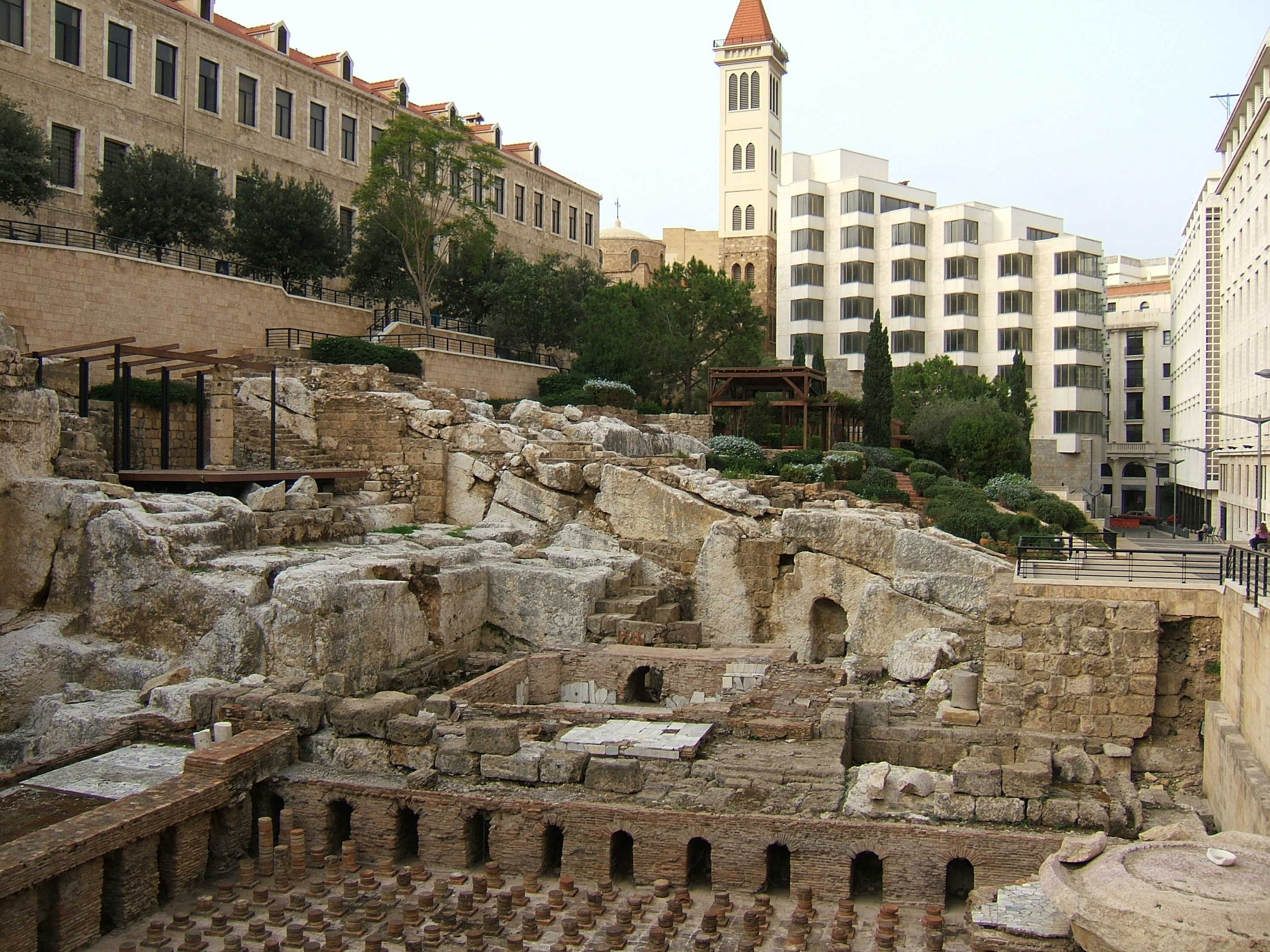
الحمّامات الرومانية في بيروت
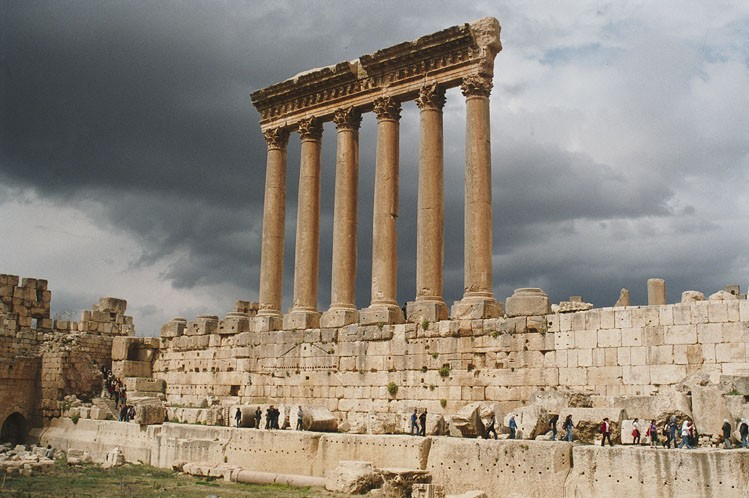
آثار بعلبك الرومانية
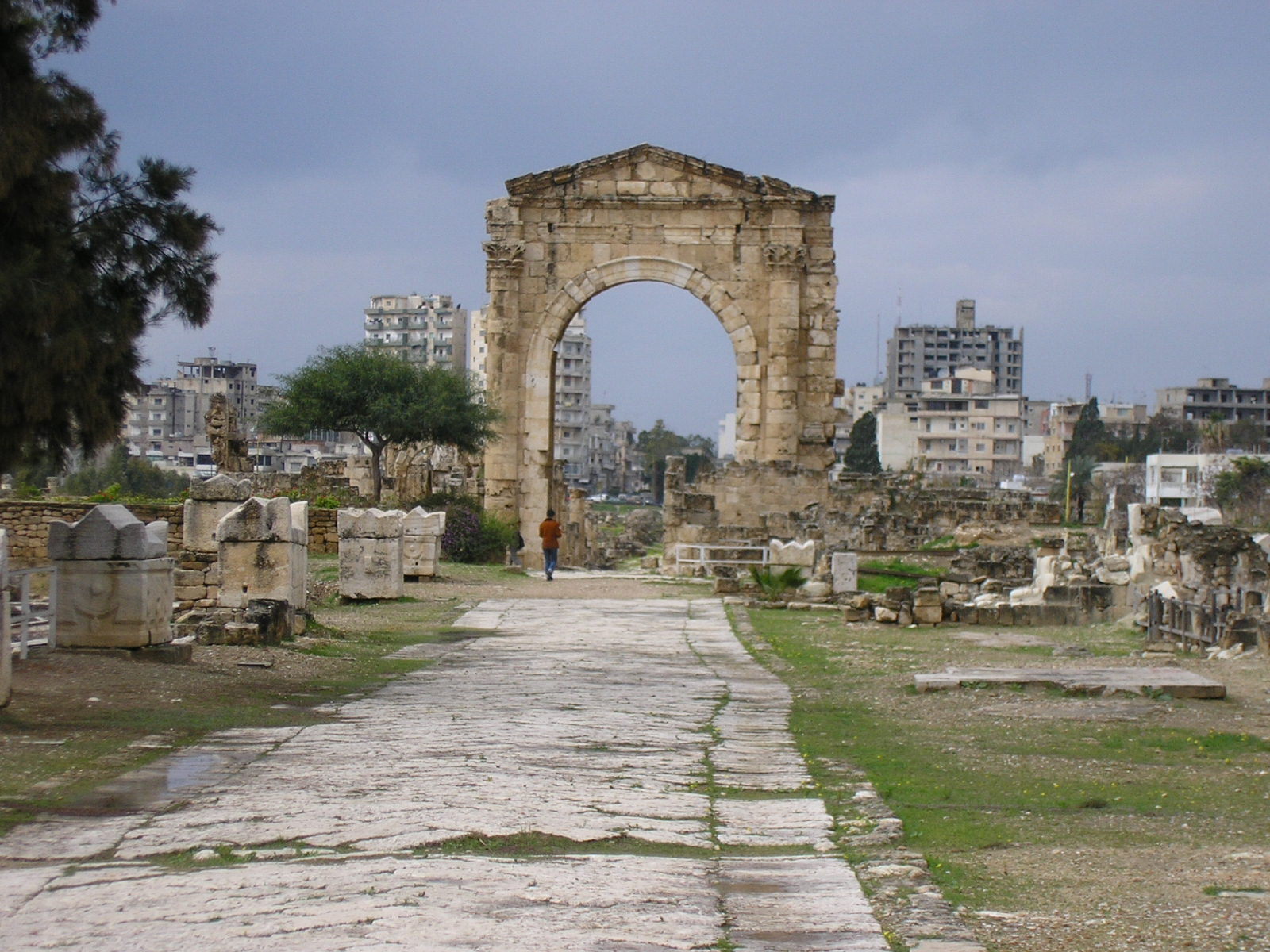
آثار مدينة صور الرومانية